# Liste der denkmalgeschützten Objekte in Neumarkt im Mühlkreis
Die Liste der denkmalgeschützten Objekte in Neumarkt im Mühlkreis enthält die 7 denkmalgeschützten, unbeweglichen Objekte in Neumarkt im Mühlkreis.

## Denkmäler
| Foto |                 | Denkmal                                                                          | Standort                                        | Beschreibung | Metadaten |
| ---- | --------------- | -------------------------------------------------------------------------------- | ----------------------------------------------- | --- | --- |
| ja   | Datei hochladen | Wachthaus 39 der Pferdeeisenbahn Linz-Budweis HERIS-ID: 110676 Objekt-ID: 128393 | Matzelsdorf 23 Standort KG: Matzelsdorf         | Ehemaliges Wachthaus der Pferdeeisenbahn, das heute am Wanderweg liegt. | BDA-Hist.: Q37820150 Status: Bescheid Stand der BDA-Liste: 2025-06-30 Name: Wachthaus 39 der Pferdeeisenbahn Linz-Budweis GstNr.: .55/2                       |
| ja   | Datei hochladen | Kath. Pfarrkirche Hl. Jakobus der Ältere HERIS-ID: 20310 Objekt-ID: 16612        | Marktplatz Standort KG: Neumarkt im Mühlkreis   | Das dreischiffige und vierjochige Langhaus wird von einem einjochigen Chor abgeschlossen. Der markante und weithin sichtbare 63 Meter hohe Turm wurde 1885 auf die heutige Höhe aufgestockt. Im Inneren finden sich gotische, neugotische und spätgotische Elemente. Das Langhaus hat Maßwerkfenster und ein Sternrippengewölbe. Im Chor finden sich Wandgemälde aus dem 14. Jahrhundert. Die Altäre sind aus den 1880er Jahren. | BDA-Hist.: Q37850833 Status: § 2a Stand der BDA-Liste: 2025-06-30 Name: Kath. Pfarrkirche Hl. Jakobus der Ältere GstNr.: .1 Pfarrkirche Neumarkt im Mühlkreis |
| ja   | Datei hochladen | Ehem. Ackerbürgerhaus HERIS-ID: 20319 Objekt-ID: 16621                           | Marktplatz 5 Standort KG: Neumarkt im Mühlkreis | Ein Haus aus dem 18./19. Jahrhundert mit späthistoristischer Fassade. In der Stube sind 2 Rüstbäume mit der Jahreszahl 1816. | BDA-Hist.: Q37850846 Status: Bescheid Stand der BDA-Liste: 2025-06-30 Name: Ehem. Ackerbürgerhaus GstNr.: .9/1, 835                                           |
| ja   | Datei hochladen | Ackerbürgerhaus HERIS-ID: 60171 Objekt-ID: 72150                                 | Salzstraße 3 Standort KG: Neumarkt im Mühlkreis | Das Haus hat ein Steinportal mit Oberlichte. Das im 16./17. Jahrhundert erbaute Gebäude hat im Inneren Stichkappentonnen und Riemlingdecken. | BDA-Hist.: Q38090611 Status: Bescheid Stand der BDA-Liste: 2025-06-30 Name: Ackerbürgerhaus GstNr.: .10                                                       |
| ja   | Datei hochladen | Ackerbürgerhaus HERIS-ID: 20328 Objekt-ID: 16631                                 | Salzstraße 5 Standort KG: Neumarkt im Mühlkreis | Ein ehemaliger Gasthof aus dem Ende des 15. Jahrhunderts mit einem Wandbild. Im Inneren sind Tonnengewölbe und Riemlingdecken mit Rüstbäumen aus 1777 und 1834. | BDA-Hist.: Q37850855 Status: Bescheid Stand der BDA-Liste: 2025-06-30 Name: Ackerbürgerhaus GstNr.: 48/1                                                      |
| ja   | Datei hochladen | Ehem. Mühle, Zehentkasten bei Bauernhof Lamm HERIS-ID: 20336 Objekt-ID: 16639    | Lamm 15 Standort KG: Trosselsdorf               | Die ehemalige Mühle ist eine dreiflügelige Anlage. Der gemauerte Zehentkasten (Troadkasten) ist mit der Jahreszahl 1578 bezeichnet und hat kleine Fensteröffnungen | BDA-Hist.: Q37850876 Status: Bescheid Stand der BDA-Liste: 2025-06-30 Name: Ehem. Mühle, Zehentkasten bei Bauernhof Lamm GstNr.: .119/1                       |
| ja   | Datei hochladen | Ruine Kronest (Kronäst, Kronast) HERIS-ID: 11216 Objekt-ID: 7295                 | westlich Kronast 13 Standort KG: Zeiß           | Um 1334 wurde die Burg Kronest das erste Mal urkundlich erwähnt, bereits um 1609 wurde sie nicht mehr bewohnt. Der Bau liegt auf einer niedrigen Felskuppe in der Nähe des Dorfes Kronast. Die früher freie Kuppe ist heute komplett von Bäumen und Gesträuch verwachsen. Von der Burg sind heute noch drei Außenmauern sichtbar, die Ostwand, der ehemalige Eingang, ist völlig verschwunden.                                   | BDA-Hist.: Q1015379 Status: Bescheid Stand der BDA-Liste: 2025-06-30 Name: Ruine Kronest (Kronäst, Kronast) GstNr.: .149/1, 2300/1 Burgruine Kronest          |